# Accidente del L-410 de Mombasa Air Safari
El accidente del L-410 de Mombasa Air Safari ocurrió el 22 de agosto de 2012 cuando un avión que transportaba doce turistas desde el aeródromo Ngerende, Kenia, se estrelló contra el suelo. Fallecieron cuatro personas que viajaban a bordo: los dos pilotos y dos turistas alemanes.

## Avión
El avión era un turbohélice bimotor civil Let L-410UVP-E9, charteado para sobrevolar la reserva natural de Masái Mara y operado por la transportista aérea Mombasa Air Safari (código ICAO RRV), registro 5Y-UVP.
Fue producida por la planta de aeronaves checa "Let Kunovice" en la República Checa como Let L-410UVP-E9 y contaba con una vida en servicio de unos 21 años.
Pese a que muchas de las aerolíneas africanas están en la Lista negra de compañías aéreas de la Unión Europea, este no es el caso de Mombasa Air Safari, que además, este es su primer accidente aéreo de su historia.

## Pasajeros y tripulantes
El avión transportaba a turistas, que habían comenzado su viaje en Mombasa, con el propósito de sobrevolar la reserva del Masái Mara y observar los movimientos migratoriosseparados  en dicho entorno,.
La lista de pasajeros y tripulantes, por nacionalidad, es la siguiente:
| Nacionalidad    | Pasajeros | Tripulación |
| --------------- | --------- | ----------- |
| Kenia           | 0         | 2           |
| Alemania        | 5         | 0           |
| Estados Unidos  | 4         | 0           |
| República Checa | 2         | 0           |

## Accidente
La aeronave había despegado del Aeropuerto Internacional de Mombasa-Moi (HKMO), con un plan de vuelo previsto a Ukunda, luego a la pista de aterrizaje de Amboseli, luego se dirigía a la pista de aterrizaje de Ngerende, Mara North, Olkiombo (HKOK), Mara North, Aeropuerto de Ukunda (HKUK) y finalmente regreso a Mombasa. Después del primer tramo a la pista de aterrizaje de Amboseli, aterrizó en la pista de aterrizaje de Ngerende a las 12:11, desembarcando 6 pasajeros. Luego, la aeronave despegó de la pista de aterrizaje de Ngerende con 13 almas a bordo, 2 tripulantes y 11 pasajeros, después de una breve escala.
El avión viró a la izquierda e impactó el terreno a 310 metros del final de la pista 28.
Murieron los dos pilotos y dos pasajeros. Tres pasajeros sufrieron heridas graves. Los otros seis pasajeros sufrieron heridas leves.
Parecía que la Unidad de Control de Combustible del motor 2 estaba contaminado. El puntal estaba emplumado.

## Investigación
La investigación concluyó que como causa probable, contribuyeron los siguientes factores:
- El motor LH probablemente no estaba desarrollando potencia en el momento del impacto
- La hélice del motor LH probablemente estaba en pluma en el momento del impacto
- Tanto el CVR como el FDR estaban inservibles en el momento del accidente
- AAID no pudo determinar el origen de contaminante encontrado en la FCU del motor LH
- No se ejerció suficiente supervisión sobre el operador
- Alta rotación del personal del operador